# José Fernández de la Vega
José Antonio Fernández Vega (Llanes, 1891 - Málaga, 18 de mayo de 1942) fue un médico y político español, gobernador civil de la provincia de Málaga durante el levantamiento del 18 de julio que dio lugar al comienzo de la Guerra Civil Española.

## Biografía
Casado y con seis hijos, José Antonio Fernández Vega era militante de Izquierda Republicana y gobernador civil de Lugo desde las elecciones de febrero de 1936. Permaneció en este puesto hasta junio del mismo año, cuando fue nombrado gobernador civil de Málaga. En esta ciudad tuvo que hacer frente al levantamiento militar y a las milicias que tomaron el poder tras el fracaso del levantamiento.
A mediados de septiembre de 1936 fue cesado de su cargo por el ministro de la Gobernación, Valentín Galarza Morante, debido a unos rumores que le acusaban de haberse apropiado de fondos públicos. Regresa entonces a Asturias con su familia, donde ocupa el cargo de director del hospital de Llanes durante un mes hasta que es destituido por generar desconfianza entre los dirigentes del Frente Popular, según un informe de la Guardia Civil de 1941. Sale entonces para Francia, pero al carecer de recursos, regresa a España, siendo nombrado Médico de la Subsecretaría de Armamento en Barcelona hasta la caída de Cataluña, cuando se ve obligado a exiliarse de nuevo en Francia.
Acogido en un campo de concentración francés, fue detenido por la Gestapo el 10 de junio de 1940 junto a otras personalidades como Lluis Companys o José Villalba. Es entonces trasladado a la Prisión Provincial de Málaga para ser juzgado sobre la base de las listas que proporciona la misma prisión provincial según las cuales fueron detenidas en su nombre 371 personas de las que 275 fueron ejecutadas mediante "sacas".
En su defensa, Fernández Vega alegó que nunca supo nada de las sacas hasta una vez llevadas a cabo y que, en la medida de sus posibilidades, rescató a un gran número de detenidos, incluidos militares y sacerdotes, a los que proporcionó pasaportes y ayudó a escapar de la ciudad. Fue condenado a muerte y fusilado en el cementerio de San Rafael, donde permanece su cuerpo en una fosa común.
- Datos: Q18418961